# London Business School
Die London Business School (LBS) ist eine Business School mit Sitz in London.
Sie wurde 1964 als eine selbstverwaltete Graduate School der University of London gegründet und befindet sich im Zentrum Londons in der Nähe des Regent’s Parks. Die LBS ist auf Postgraduate-Programme spezialisiert (Masters in Finance und Management, MBA und PhD). Der Schwerpunkt des Studienangebotes der London Business School liegt auf dem zweijährigen Master of Business Administration (MBA- und EMBA-Programm) sowie dem einjährigen „Masters in Finance“ (MiF)-Programm.
Insgesamt verlassen rund 1.000 Studenten aus rund 130 Ländern der Erde jedes Jahr die Hochschule mit einem Masterabschluss.

## Geschichte
Die Gründung der Hochschule geht zurück auf das Jahr 1964, nachdem aus dem Franks Report die Empfehlung zur Gründung zwei neuer Business Schools, der London Business School sowie der Manchester Business School der University of Manchester, hervorging. Die Hochschule unterhält eine enge Zusammenarbeit mit dem nahegelegenen University College London sowie dem Modern Language Centre des King’s College London. Im Dezember 2006 hat die LBS ihre Tätigkeiten auf Dubai mit der Eröffnung des dortigen Studienzentrums und dem damit verbundenen Executive MBA Angebot ausgedehnt.
Mit dem Ziel, ihre Größe zu erhöhen, organisierte die Schule eine 100-Millionen-Pfund-Finanzierungskampagne. Bis Anfang 2016 kamen 98 Millionen Pfund zusammen, von denen 40 Millionen Pfund für die Renovierung der Marylebone Town Hall, 28 Millionen Pfund für die Forschung, 18 Millionen Pfund für Stipendien für Studenten, 10 Millionen Pfund für die Aufstockung des Stiftungsvermögens der Schule und 4 Millionen Pfund für die Verbesserung der Technologie in der gesamten Schule verwendet werden. Bis Juni 2016 hatte die Schule 125 Millionen Pfund aufgebracht, darunter zwei Schenkungen in Höhe von 25 Millionen Pfund von den Alumni Jim Ratcliffe und Idan Ofer.
François Ortalo-Magné, der in Frankreich geborene ehemalige Dekan der Wisconsin School of Business, trat im August 2017 die Nachfolge von Sir Andrew Likierman als Dekan an.

## Campus

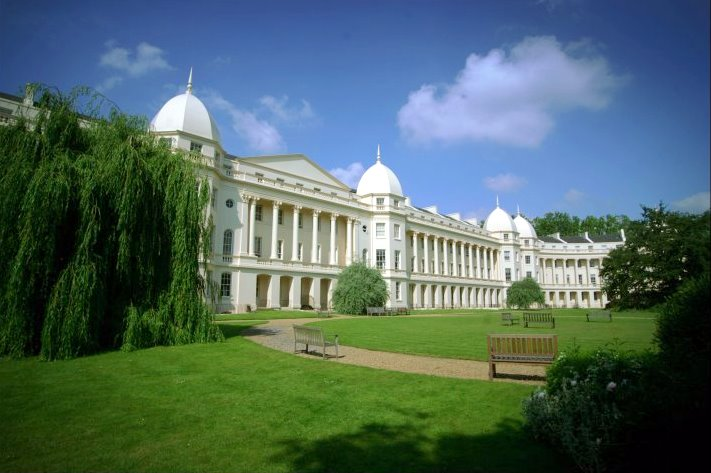
Campus der London Business School

Der Campus der London Business School befindet sich in Marylebone, direkt angrenzend an Regent’s Park und Laufreichweite der Baker Street Underground Station. Das Hauptgebäude der Hochschule, welches zusammen mit dem Regent’s Park selbst vom Architekten John Nash entworfen wurde, wurde ursprünglich 1822 bis 1823 errichtet. Charakteristisches Merkmal des Gebäudes sind seine zehn Kuppeln entlang der Dachlinie sowie die Gebäudefassade, die durch ihre korinthischen Säulen gekennzeichnet ist.
Die LBS unterhält auf ihrem Campus neben den Lehrräumen und Hörsälen weitere Einrichtungen, die zum studentischen Alltag gehören. Dazu gehören unter anderem ein Sportzentrum, ein Restaurant, zwei Cafés sowie die Hochschulbibliothek. Zugang und Gebrauch der Einrichtungen sind nicht öffentlich, sondern den Studenten der London Business School vorbehalten. Zusätzlich befindet sich ein Pub auf dem Campus, der in Privatbesitz ist. Die Mehrzahl der Klassenräume der MBA-Studiengänge befinden sich im Sainsbury Wing und weist als charakteristisches Merkmal ein Amphitheater-Raumlayout mit je fünf Sitzreihen in einem Halbkreis auf.

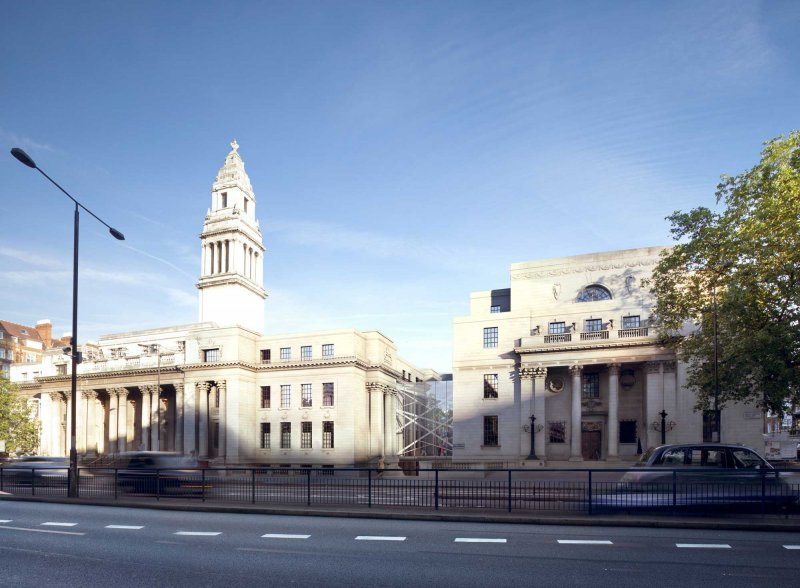
The Marylebone Town Hall, second campus in London

Die LBS erweitert ihren Campus im Zentrum Londons. Die Business School hat die Marylebone Town Hall in Klassenräume und Büros im Sammy Ofer Centre umgewandelt.

## Rankings
Die London Business School gehört neben anderen Institutionen wie der INSEAD, der Harvard Business School, der Wharton School oder der Stanford Graduate School of Business zu den renommiertesten Business Schools der Welt.
|                   | 2019 | 2020 | 2021 | 2022 |
| ----------------- | ---- | ---- | ---- | ---- |
| FT – Global MBA   | 6    | 7    | 2    | 8    |
| Ceoworld magazine | -    | -    | -    | 1    |
| QS TopMBA         | 4    | 6    | 7    |      |

Die LBS gehört darüber hinaus zu den 108 Business Schools weltweit (2021) mit dem Qualitätssiegel Triple Crown. Der MBA sowie das Sloan Fellowship Programme sind durch die AMBA akkreditiert.

## Studienangebote

### Full-time MBA
Das größte Masterprogramm der Hochschule ist das wahlweise 15, 18 oder 21 Monate dauernde Master of Business Administration Programm. MBA-Studenten der LBS durchlaufen zunächst ein festgelegtes Curriculum an Kernmodulen und wählen im Anschluss ihre Wahlfächer aus einem ca. 70 Module umfassenden Katalog. Die Jahrgangsgröße liegt bei ca. 800 Studenten pro Jahr, die sich meist gleichmäßig in zwei Kohorten zu je 400 Studenten aufteilen. Die Kohorten werden in fünf Gruppen zu je etwa 80 Studenten aufgebrochen, die jeweils alle Kernmodule gemeinsam belegen.
Jedes akademische Jahr nutzen ca. 100 Studenten der London Business School die Möglichkeit, ein Semester an einer anderen führenden Business School auf der Welt zu verbringen.

#### Internationale Austauschprogramme
Rund 35 % der Studenten machen jedes Jahr von den Möglichkeiten des internationalen Netzwerks Gebrauch und verbringen ein Semester an einer der rund dreißig Partnerhochschulen, zu denen u. a. die Yale School of Management, die Booth School of Business der University of Chicago, die Wharton School der University of Pennsylvania, die University of California, Los Angeles, die MIT Sloan School of Management, die Tuck School of Business am Dartmouth College, die Columbia Business School, die Kellogg School of Management, die Northwestern University und die Indian School of Business gehören.

### Executive MBA Programme

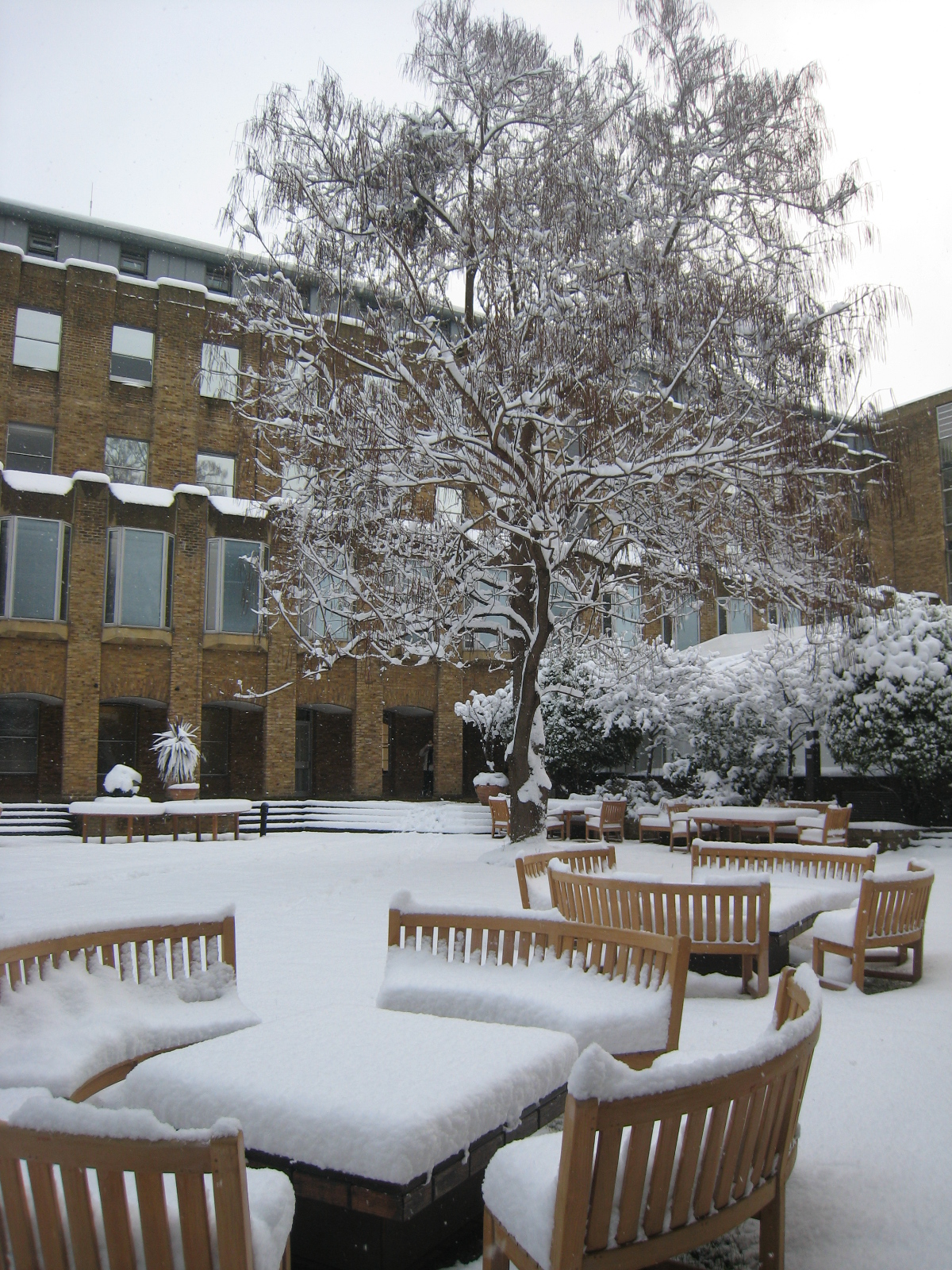
London Business School Campus im Winter

Die Hochschule bietet vier Teilzeit Executive MBA Studiengänge an, die allesamt innerhalb von 16 oder 20 Monaten abgeschlossen werden. Gemessen an dem akademischen Curriculum sind die Inhalte der MBA und der Executive MBA Studiengänge im Wesentlichen identisch und die Studenten erlangen denselben Abschluss. Die Programme umfassen sehr ähnliche Pflichtmodule sowie einen umfassenden Katalog an Wahlmodulen. Darüber hinaus werden die EMBA-Programme durch internationale Vertiefungen sowie einem unternehmensbezogenen Projekt oder einem Management Report zum Ende des Studiengangs abgeschlossen.
- Executive MBA (London). Das in London angesiedelte Executive MBA Programme folgt der Zielsetzung, hochkarätige Manager, Führungskräfte und Unternehmer zu globalen und vielseitigen Unternehmensführern auf der höchsten Managementebene auszubilden. Das Programm umfasst eine Reihe verpflichtender Grundlagenmodule aus allen Managementbereichen sowie eine Reihe von Wahlmodulen. Die Kurse werden freitags sowie samstags an jeweils abwechselnden Wochenenden unterrichtet. Der EMBA startet sowohl im Januar als auch im September eines jeden Jahres.[14]
- Executive MBA (Dubai). Der am Campus in Dubai angesiedelte Executive MBA verfolgt im Wesentlichen dieselbe Zielsetzung wie das Londoner EMBA-Programm. Darüber hinaus beginnt das Programm mit einer Orientierungswoche in London, der zehn Kernmodule folgen, die jeweils in einem vier- oder fünftages Block pro Monat in Dubai absolviert werden, ehe die Studenten mit den Wahlmodulen, die z. T. in London unterrichtet werden, fortfahren. Wie das Londoner Pendant startet auch der EMBA in Dubai sowohl im Januar als auch im September.
- EMBA-Global Americas and Europe. Rund 140 Studenten nehmen jährlich an diesem Doppelabschluss EMBA-Programm teil. Der Studiengang wird in Zusammenarbeit mit der Columbia Business School angeboten. Während des ersten Jahres absolvieren die Studenten jeweils im monatlichen Wechsel zwischen London und New York je eine Kurseinheit, die sich über eine Woche erstreckt. Den Absolventen des Studienvergangs wird sowohl der MBA-Abschluss der London Business School als auch der Columbia Business School verliehen.
- EMBA-Global Asia. Das EMBA-Global Asia Programm wurde von der London Business School seit 2008 in Kooperation mit der Hong Kong University sowie der Columbia angeboten. Der Unterricht findet an allen drei Hochschulen statt.[15]

### Sloan Masters in Leadership and Strategy
Das Sloan Fellowship Masterprogramm wird seit 1968 angeboten und ist ein zwölfmonatiges Masterstudium.
Das Sloan Programme der London Business School umfasst dabei Themen aus den Bereichen Strategisches Management, Führung, Change Management und Globalisierung. Jenseits der London Business School wird das Programm ebenfalls an der Stanford Graduate School of Business an der MIT Sloan School of Management durchgeführt.

### Masters in Finance (MiF)
Das Masters-in-Finance-Programm der London Business School ist im Wesentlichen eine modifizierte Variante des MBA-Studiengangs. Im Gegensatz zu dem 15- oder 21-monatigen MBA wird der Master in Finance verkürzt in 10 Monaten absolviert, da das Curriculum weniger generalistisch ist, sondern auf Finance-Themen zugeschnitten ist. Das Programm kann wahlweise auch in 16 Monaten in Vollzeit absolviert werden, indem im Anschluss ein einsemestriger Austausch mit einer Hochschule im asiatischen Ausland wahrgenommen wird oder aber innerhalb von 22 Monaten im Weekend-Format, der neben dem Studium die Fortführung der Berufstätigkeit in Vollzeit erlaubt.
Ein Studienjahr besteht aus drei Trimestern, im ersten Trimester belegen sämtliche Studenten die Pflichtmodule des Curriculums und gestalten das Programm im Anschluss im zweiten und dritten Semester durch die Auswahl aus einer Reihe von Wahlmodulen. Dabei werden die Vertiefungen aus den drei Fachbereichen Investments, Quantitative Finance und Corporate Finance sowie einer Reihe von sonstigen Wahlmodulen gewählt, wobei letztere auch Nischenspezialisierungen wie z. B. „Carbon Finance“ beinhaltet. Da der Masters in Finance sowie das MBA-Programm der London Business School eine Reihe von Modulen teilen, studieren die Studenten beider Programme z. T. gemeinsam in gemischten Kursen.
Laut der Hochschule streben Studienteilnehmer in erster Linie eine Fortführung ihrer Beschäftigung in den Bereichen Trading, Private Equity, Asset Management, Investment Banking oder innerhalb des Finanzierungsbereichs von Industrieunternehmen an. In der MiF Full-Time Class of 2012 studierten zuletzt 116 Personen, die aus 38 Nationen stammten und sich nach Geschlecht in 76 % männliche und 24 % weibliche Studenten aufteilten. Lediglich 7 % der Studenten stammten aus Großbritannien und nur weitere 16 % aus Europa ex UK, womit 77 % der Studenten aus der restlichen Welt stammten.
Mit dem Masters-in-Finance-Programm ist die London Business School zudem Partnerhochschule des CFA-Instituts, der Studiengang deckt ca. 70 % des gesamten CFA-Curriculums ab. Für Studenten, die noch nicht mit dem CFA-Programm begonnen haben, besteht die Möglichkeit der vergünstigten Teilnahme an der Level-1-Prüfung des CFA Curriculums, zudem werden MiF-Studenten regelmäßig zu CFA-Veranstaltungen in London eingeladen.
Das Masters-in-Finance-Programm der LBS richtet sich ausdrücklich an Praktiker der Finanzbranche und ist für Studenten, die primär an einer akademischen Laufbahn in Wissenschaft und Forschung interessiert sind, nicht geeignet, da es sich bei dem Masters in Finance der Hochschule um ein Masterprogramm handelt, welches ausschließlich durch die Belegung von Pflicht- und Wahlmodulen absolviert wird. Eine abschließende Masterthesis ist im Programm nicht vorgesehen, womit das Programm im EU-Raum wie viele andere Masterabschlüsse britischer Hochschulen nicht konform mit dem Bologna-Prozess ist und damit üblicherweise nicht zur Aufnahme eines Promotionsstudiums im Bolognaraum qualifiziert.
Das Masters-in-Finance-Programm wurde von der Financial Times in den Jahren 2011 und 2012 jeweils auf den 1. Platz weltweit für Post-Experience-Programme in Finance gesetzt.

#### Zulassungsverfahren zum MiF-Programm
Wie auch beim MBA-Programm ist das Zulassungsverfahren zum MiF ausgesprochen kompetitiv. Die Bewerber müssen mindestens zwei Jahre relevante Berufserfahrung aus dem Bereich Banking & Finance vorweisen, die nach Abschluss eines ersten Hochschulexamens, üblicherweise dem Bachelor, erlangt worden sind. Darüber hinaus müssen Bewerber 6 Essays schreiben, die u. a. ihre berufliche Zielsetzung sowie die damit verbundenen Erwartungen an das MiF-Programm und ihre persönliche Motivation widerspiegeln sollen. Ferner sind umfassende internationale Erfahrung, sowohl durch das bisherige Studium als auch den beruflichen Werdegang, der Nachweis fließender Kenntnisse in der englischen Sprache, herausragende akademischen Leistungen im bisherigen Studium und ein sehr hoher Wert im GMAT für eine erfolgreiche Bewerbung erforderlich.
Geeignete Kandidaten werden zu Interviews eingeladen, um eine Vorauswahl zu treffen. Dabei greift die London Business School auf ihr internationales Netzwerk von Alumni zurück, das es der Hochschule erlaubt, Gespräche in der Regel im jeweiligen Heimatland des Bewerbers anzubieten. Die meist einstündigen Interviews geben einem Alumnus der LBS als Stellvertreter der Hochschule einen tieferen Einblick in die Persönlichkeit und die Motivation des Kandidaten sowie seine Fähigkeiten, erfolgreich am MiF-Programm teilzunehmen. Im Anschluss an das Interview meldet der Interviewer sein Votum an die Auswahlkommission der LBS, die üblicherweise dann innerhalb von ein bis zwei Wochen die endgültige Entscheidung bezüglich der Aufnahme oder der Abweisung des Kandidaten fällt.

### Masters in Management (MiM)
Das Masters-in-Management-Programm der London Business School ist ein einjähriger Masterstudiengang in Management und richtet sich an erst kürzlich graduierte Studenten mit weniger als einem Jahr Berufserfahrung. Der MiM ist das jüngste Masterprogramm der LBS und ist darauf fokussiert, den Studenten Grundlagen in allen Bereichen der Betriebswirtschaftslehre sowie praktische Fähigkeiten zu vermitteln, die hinsichtlich eines Einstiegs bei Industrieunternehmen, Banken und Unternehmensberatungen unterstützen.
Das Programm wird absolviert über eine Reihe von verpflichtenden Grundlagenmodulen aus Vorlesungen, Workshops, Vorträgen von Gastrednern, Fallstudien sowie Gruppen- und Einzelarbeiten. 2016 belegt dieses Programm den sechsten Platz im Financial Times Ranking.

### Executive Education
Rund 8.000 Führungskräfte besuchen jedes Jahr die nicht-akademischen Fortbildungsprogramme der Hochschule. Die London Business School bietet insgesamt 31 Programme aus den Fachbereichen General Management, Strategie, Führung, Marketing, Human Resources und Finance an. Die Fortbildungsprogramme der Hochschule sind dabei im Wesentlichen in zwei Hauptgebiete aufgeteilt, zum einen die offenen Programme und zum anderen die individualisierten Programme.
Neben den offenen, standardisierten Programmen, die aus den oben erwähnten Fachbereichen stammen, bietet das Centre for Management Development (CMD) an der LBS individualisierte Programme für größere Gruppen von Führungskräften an und erlaubt Organisationen und Unternehmen damit, ihren Mitarbeitern auf die Unternehmensbedürfnisse zugeschnittene Schulungen anzubieten.

### PhD-Programm
Über die Masterstudiengänge hinaus bietet die LBS ein fünfjähriges PhD-Programm an. Die LBS unterstützt jedes Jahr rund 60 PhD-Studenten in insgesamt sieben Promotionsprogrammen: Accounting, Economics, Finance, Management Science & Operations, Marketing, Organisational Behaviour, and Strategic & International Management.

## Zahlen zu den Studierenden
Im Studienjahr 2022/2023 nannten sich von den 2300 Studenten der London Business School 930 weiblich (40,4 %) und 1370 männlich (59,6 %). 2019/2020 waren es 2305 Studierende gewesen, 2022/2023 insgesamt 2390.

## Personen

### Hochschulprofessoren und Mitarbeiter
- Constantinos C. Markides – Robert P. Bauman Professur für strategische Unternehmensführung
- Süleyman Başak – Volkswirt, Professor am Institut für Finance & Accounting
- Alan Budd – Professor für Volkswirtschaftslehre, Direktor des Zentrums für volkswirtschaftliche Prognosen, Berater der Barclays Bank und Mitglied des Beratungsgremiums des Forschungskollegs
- Gary Hamel – Begründer (zusammen mit C.K. Prahalad) des Konzepts der Kernkompetenzen einer Organisation und Mitwirkender am theoretischen Konzept des ressourcenorientierten Ansatzes im strategischen Management und dessen Weiterentwicklung
- Terence Burns, Baron Burns – Chairman der Abbey National plc, Non-Executive Chairman der Glas Cymru und Non-Executive Director der Pearson Group plc. Er ist zudem Präsident des National Institute of Economic and Social Research, Präsident der The Society of Business Economists, Chairman des Führungsgremiums der Royal Academy of Music, Chairman bei Channel 4 und Chairman des Monteverdi Choir and Orchestra
- Richard Portes – Mitglied der British Academy und Mitglied der Econometric Society. Richard Portes wurde zudem der CBE für seine Dienste für das Fachgebiet der Volkswirtschaftslehre 2003 verliehen
- Nirmalya Kumar – Marketing-Experte und Autor des Best-Sellers Private Label Strategy
- Michael Earl – früherer Professor für Informationsmanagement, Stellvertretender Direktor des Centre for Network Economy
- George Yip – Dekan der Rotterdam School of Management, früherer Professor für strategisches und internationales Management und Associate Dean an der London Business School
- Bill Moggridge – Britischer Designer, Mitbegründer der in Silicon Valley ansässigen Designfirma IDEO.

### Bekannte Alumni
- David Arculus, Vorsitzender des Aufsichtsrats von O2 in Großbritannien
- Nicholas Ashley-Cooper, 12. Earl of Shaftesbury, COO der GoMix Music Software Corporation
- Süchbaataryn Batbold, Premierminister der Mongolei
- Kumar Mangalam Birla – Chairman der Aditya Birla Group
- David Davis – Mitglied des britischen Unterhauses
- Lex Donaldson – Professor für Organisationsdesign an der University of New South Wales
- Dmytro Dubilet, ukrainischer Unternehmer und Minister
- Sir John Egan – Vorstandsvorsitzender von Severn Trent plc
- Justine Greening – Mitglied des britischen Unterhauses
- Richard Greenbury – Vorstandsvorsitzender, Marks & Spencer
- Huw Jenkins – früherer CEO, Investment Banking, UBS
- John Jennings – Chairman of the Board der BC Cancer Foundation
- Christopher Kelly KCB – Chairman von NSPCC
- Thomas Kwok – Vice Chairman und Managing Director von Sun Hung Kai Properties
- Oliver Letwin – Mitglied des Unterhauses im britischen Parlament
- Cyrus Pallonji Mistry, Stellvertretender Vorstandsvorsitzender und designierter Vorstandsvorsitzender der Tata Group
- Nigel Morris – Mitbegründer von Capital One Financial Services
- David S. Muir – Director of Political Strategy für den britischen Premierminister Gordon Brown
- Ted Pietka – Aufsichtsratsmitglied der Boryszew S.A.
- Omar Samra – Erster Ägypter, der den Mount Everest bestieg
- Wong Kan Seng – Stellvertretender Premierminister von Singapur
- Sir John Sunderland – Vorstandsvorsitzender von Cadbury plc
- Tony Wheeler – Gründer von Lonely Planet
- Roys Poyiadjis – Entrepreneur und Finanzierer